# Jules Hoen
Jules Jean Louis Hoen (Dison, 25 februari 1885 - 10 augustus 1955) was een Belgisch volksvertegenwoordiger en burgemeester.

## Levensloop
Na het aflopen van zijn lager onderwijs volgde Jules Hoen een opleiding tot typograaf, een beroep dat hij tot 1914 uitoefende bij de drukkerij Nicolet, die de in de Waalse streektaal geschreven krant Fré Cougnou et Franchimont drukte. Vanaf 1902 werkte Hoen mee aan deze krant en zijn leven lang zou hij ook gedichten in het Waals schrijven. Daarnaast schreef hij twee politieke theaterstukken in het Frans, een gewijd aan de executie van de Spaanse socialistisch-anarchistische ideoloog Francisco Ferrer en een over een sociaal drama. Beide toneelstukken werden ten tijde van het interbellum opgevoerd in verschillende socialistische kringen. 
Op zijn achttiende trad hij toe tot de Socialistische Jonge Wacht en liet hij zich opmerken door zijn strijdlustigheid tijdens solidariteitsacties om de mijnwerkersstaking in Cheratte te steunen. Als militant van de Waalse Beweging was hij tevens aangesloten bij de Ligue Wallonne in Verviers, waarvan hij van 1913 tot 1914 in het bestuur zetelde. Daarnaast was hij typograaf bij het syndicale dagblad Le Travail en leverde hij bijdragen aan het blad.
In oktober 1911 werd Hoen voor de Belgische Werkliedenpartij verkozen tot gemeenteraadslid van Dison. In januari 1913 volgde hij zijn partijgenoot Jean Dauvister op als schepen van Openbaar Onderwijs in de gemeente, een functie die hij zou uitoefenen tot in februari 1927. Meteen daarna werd hij burgemeester in opvolging van de katholiek Sébastien Winandy, een ambt dat hij, weliswaar onderbroken ten tijde van de Duitse bezetting in de Tweede Wereldoorlog, zou bekleden tot aan zijn overlijden in augustus 1955. Ook was hij tussen 1918 en 1949 voorzitter en vervolgens ondervoorzitter van de raad van beheer van de Union coopérative
In oktober 1919 werd Hoen bij de eerste wetgevende verkiezingen die verliepen volgens het principe van algemeen enkelvoudig stemrecht verkozen tot lid van de Kamer van volksvertegenwoordigers voor het arrondissement Verviers. Hij bleef bijna 35 jaar lang volksvertegenwoordiger en zetelde tot aan de verkiezingen van april 1954. Hij nam deel aan de werkzaamheden van de Kamercommissies Landsverdediging en Financiën en was rapporteur van verschillende wetsvoorstellen, waaronder de wet over lichamelijke opvoeding in 1922, de wet ter instelling van het Nationaal Werk van Volksopleiding tot Benuttiging van de Vrije Tijd in 1929 en de wet omtrent de ouderdoms- en de overlevingspensioenen in 1937. Van 1944 tot 1954 was hij quaestor van de Kamer.
Tijdens de Duitse bezetting in de Tweede Wereldoorlog was Hoen actief binnen het verzet. Hij pleegde kleine verzetsdaden zoals het verspreiden van clandestiene kranten en traktaten en het bieden van bijstand aan werkweigeraars, wat ertoe leidde dat hij twee keer werd gearresteerd, maar evenveel keer weer vrijgelaten diende te worden door gebrek aan bewijzen. Ook vertegenwoordigde hij het arrondissement Verviers in het Luikse provinciale comité van de illegale Belgische Socialistische Partij (PSB).
In februari 1954 werd Hoen uit de PSB gezet. Bij een hernieuwing van het contract voor de levering van elektrische stroom aan de gemeente Dison werd een openbare aanbesteding uitgeschreven waar twee maatschappijen aan deelnamen: een zuiver intercommunale maatschappij en gemengde publiek-private maatschappij. De lokale PSB-afdeling gaf de voorkeur aan de intercommunale maatschappij, burgemeester Hoen en een schepen uit zijn partij vonden de aanbieding van de andere maatschappij voordeliger. Bij de stemming in de gemeenteraad stemden Hoen en de schepen tegen de lijn van hun partij in mee met de oppositie, zodat de gemengde publiek-private maatschappij het haalde. Als gevolg hiervan werden Hoen en de schepen wegens een gebrek aan partijdiscipline uit de PSB gezet. Niettemin bleef Hoen aan als burgemeester tot aan zijn overlijden in augustus 1955, toen een beroerte hem fataal werd.